# 二戰結束後荷蘭對德國的領土聲索

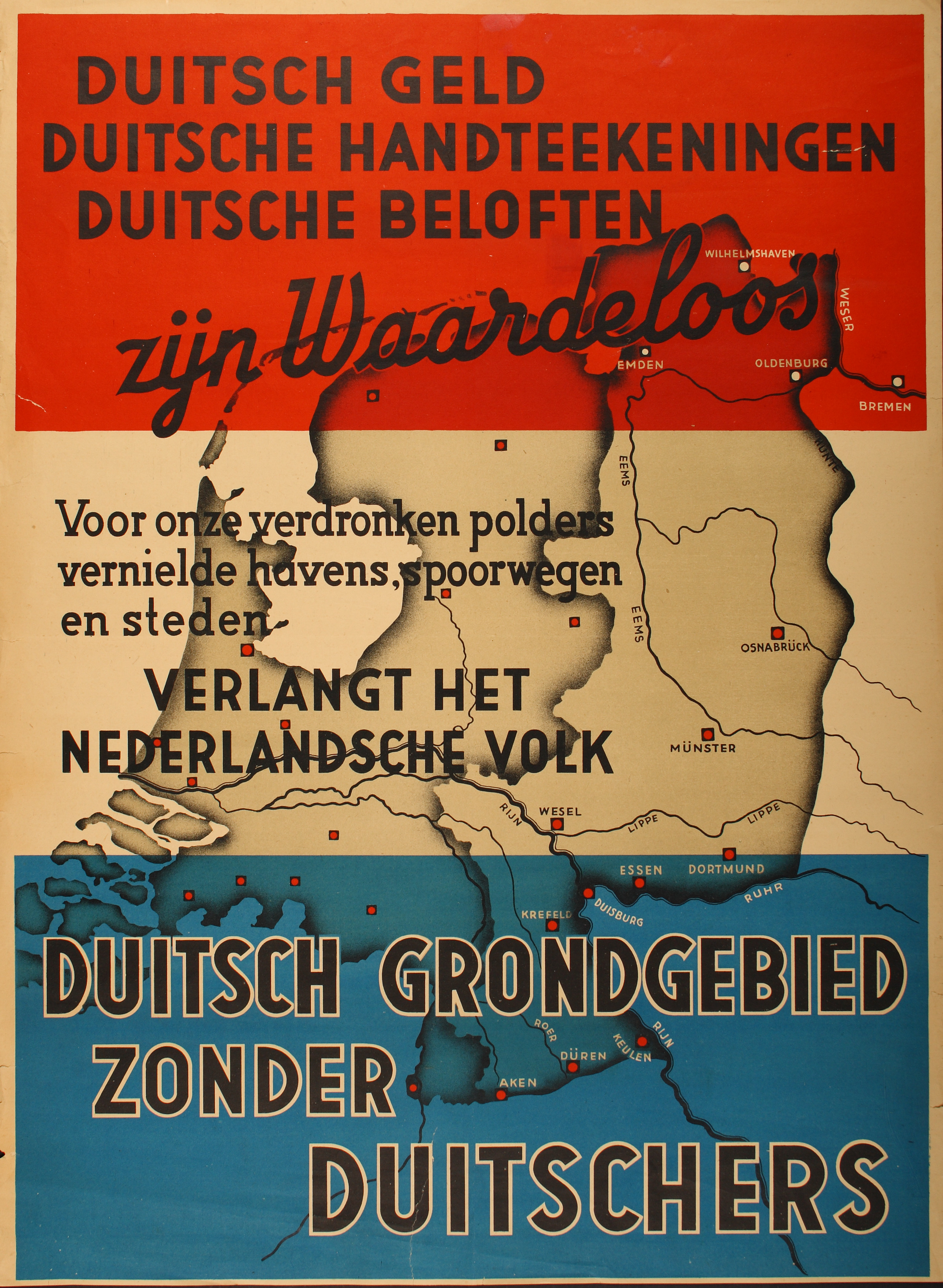
荷蘭政府在1945年所畫的海報，為了凸顯吞併德國領土的好處，故意將德國西部吞的面積擴大。按照此圖所描述的樣子，荷蘭的國土面積會擴大2倍。

二戰結束後荷蘭對德國的領土聲索，又稱大荷蘭計劃，以補償荷蘭在戰爭中的損失。1945年10月，荷蘭向德國提出了2500萬荷蘭盾的賠款要求，但根據《雅爾塔協定》，對德的補償要求不得以財產支付。
此計劃野心勃勃，德國西部-萊茵河沿線的科隆、亞琛、明斯特和奧斯納布呂克等經濟大城幾乎都被劃入荷蘭，甚至包括了大多數從神聖羅馬帝國時期就有的歷史名城，對德國削弱嚴重；而荷蘭的面積卻因此增長33%甚至50%，大幅增強荷蘭的國力，當地說德語的居民要麼被驅逐，要麼改說荷蘭語的東部方言。進入冷戰後，這個計劃大幅縮減，荷蘭僅獲得了69平方公里的土地，當中絕大部份在1963年被西德用2.8億馬克贖回。荷蘭最終吞併了幾個德語的小村莊，這些村莊中的大部份德語人士在荷蘭被視為異類，於黑鬱金香行動中被運往一處禁閉營做苦力，但不久就基於人道主義的理由而被釋放，其中有3691個人因為受到心理創傷而選擇永遠離開荷蘭。

## 別稱
- 柏奇-舒特計劃（荷蘭語：Bakker Schut-plan），因為在二戰剛結束時，弗里茨‧柏奇-舒特時任荷蘭國土規劃局的主席，因此他所支持的割地計劃以他本人命名，這個計劃也是所有荷蘭對德國的領土要求中最詳細的，還能下分為A、B、C三個階段。1960年，因為要拉攏西德對抗蘇聯，所以遭到美英法三國的反對，這個計劃只能作廢，荷蘭從此在官方層面對德再無領土要求。
- 大荷蘭計劃（荷蘭語：Plan Groot-Nederland），二戰後直至今日，荷蘭極右翼團體中所有對德領土要求的總稱，但是這種定義模糊，並沒有一個統一領土要求。

## 荷蘭解放
在1945年5月荷蘭解放的頭一年內，出版了數十種鼓吹從昔日的第三帝國中奪取領土，并且要求把当地德国人驱逐出境的小冊子。在一開始，這只是對德國懷有仇恨的民間人士所為，但馬上就引起了多位荷蘭政府高層的注意，其中不乏一些堅定支持者，例如時任外相的埃爾科·范·克萊芬斯。埃爾科在這些刊物中也提出了他對割地的詳細見解，並決定出A、B、C個割地方案，以平衡各路人馬的意見分歧。
一些荷蘭人只要求對邊界作少許修正，並不希望領土太大；而另一些人則帶著狂熱的愛國主義，希望把荷蘭和德國的國界直接劃到漢堡以外，如果日後再發生戰爭，可以讓這些德國舊城承擔損失。
主張割地的人士組成了地方委員會。1945年6月19日在海牙成立了檢視領土擴張問題的委員會。在7月12日會議上決議，委員會被一分為二：由Ph.J. Idenburg任主席的「領土擴張研究小組」（Studiegroep Gebiedsuitbreiding），以及「行動委員會」（Comité van Actie），其主要功能是對荷蘭人進行領土擴張的宣傳教育。六日後，「行動委員會」易名為「荷蘭領土擴張委員會」，由前財相約翰·范登布勒克任主席。8月25日，范克萊芬斯外相成立「併入問題研究國家委員會」，負責在1946年5月前就相關問題完成最終報告。
研究小組設立了許多小組就發現向小組報告。委員會的最後決定很大程度基於研究小組的結果。委員會也透過小冊子和演講向民眾報告小組的進度。併入問題引發的熱烈討論，最終引致部份組另起爐灶，並成立了「農業基礎委員會」。

## 柏奇-舒特計劃的具體內容
柏奇·舒特是荷蘭國土規劃局主席、領土擴張委員會秘書，以及「領土擴張研究小組」和「荷蘭領土擴張委員會」成員。有計劃中，他建議把德國西北部大片土地併入荷蘭。威廉港-奧斯納布呂克-哈姆-韋瑟爾一線以西的土地將被納入荷蘭國境。林堡以東的土地沿萊茵河溯流而上至科隆，往西到亞琛止的地區也歸荷蘭。在A版本，亞琛、科隆、明斯特、奧爾登堡、奧斯斯布呂肯等大城市都會被併入。柏奇·舒特把這稱為威悉河線，並在他報告中以Nederland's grens kome aan de Wezer（「荷蘭以會以威悉河為邊界」）的口號作結。在B計劃內，西萊茵蘭的科隆、門興格拉德巴赫和諾伊斯等城市不被納入。至於C計劃聲索的範圍就小得多了，包括法勒爾以西、整個埃姆斯蘭縣以及直到克萊沃公國的韋瑟爾縣。

### 計劃取得的領土

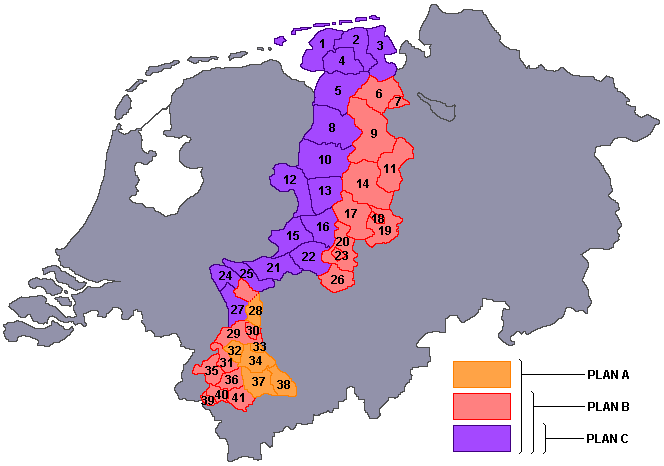
柏奇-舒特計劃示意圖：左方為荷蘭，右方為西德的下薩克森和北威兩州。顏色部份表示不同的割地方案。

根據計劃，下列縣和城市將被納入荷蘭國境之內：
| Nr | Name                                        | A | B | C |
| -- | ------------------------------------------- | - | - | - |
| 01 | 北埃姆登 Norden-Emden                       | X | X | X |
| 02 | 維特蒙德 Wittmund                           | X | X | X |
| 03 | 耶弗爾-法勒爾 Jever-Varel                   | X | X | X |
| 04 | 奧里希 Aurich                               | X | X | X |
| 05 | 韋訥-萊爾 Weener-Leer                       | X | X | X |
| 06 | 阿默蘭 Ammerland                            | X | X |   |
| 07 | 奧爾登堡市 Oldenburg-Stadt                  | X | X |   |
| 08 | 阿申多夫-許姆林 Aschendorf-Hümmling         | X | X | X |
| 09 | 克洛彭堡-弗里索伊特 Cloppenburg-Friesoythe  | X | X |   |
| 10 | 梅彭 Meppen                                 | X | X | X |
| 11 | 費希塔 Vechta                               | X | X |   |
| 12 | 本特海姆 Grafschaft Bentheim                | X | X | X |
| 13 | 林根 Lingen                                 | X | X | X |
| 14 | 貝森布呂克 Bersenbrück                      | X | X |   |
| 15 | 阿豪斯 Ahaus                                | X | X | X |
| 16 | 施泰因富特 Steinfurt                        | X | X | X |
| 17 | 特克倫堡 Tecklenburg                        | X | X |   |
| 18 | 奧斯納布呂克市 Osnabrück Stadt              | X | X |   |
| 19 | 奧斯納布呂克縣 Osnabrück Land               | X | X |   |
| 20 | 明斯特地區縣 Münster Land                   | X | X |   |
| 21 | 博爾肯 Borken                               | X | X | X |
| 22 | 科斯費爾德 Coesfeld                         | X | X | X |
| 23 | 明斯特市 Münster Stadt                      | X | X |   |
| 24 | 克萊沃 Kleve                                | X | X | X |
| 25 | 雷斯 Rees                                   | X | X | X |
| 26 | 呂丁豪森 Lüdinghausen                       | X | X |   |
| 27 | 格爾德爾恩 Geldern                          | X | X | X |
| 28 | 默爾斯 Moers                                | X | X |   |
| 29 | 肯彭-克雷費爾德 Kempen-Krefeld              | X | X |   |
| 30 | 克雷費爾德-于爾丁根 Krefeld-Uerdingen         | X | X |   |
| 31 | 埃爾克倫茨 Erkelenz                         | X | X |   |
| 32 | 門興格拉德巴赫 Mönchengladbach              | X |   |   |
| 33 | 諾伊斯 Neuss                                | X |   |   |
| 34 | 格雷文布羅赫 Grevenbroich                   | X |   |   |
| 35 | 海因斯貝格-蓋倫基興 Heinsberg-Geilenkirchen | X | X |   |
| 36 | 于利希 Jülich                                 | X | X |   |
| 37 | 貝格海姆 Bergheim                           | X |   |   |
| 38 | 科隆 Köln                                   | X |   |   |
| 39 | 亞琛市 Aachen Stadt                         | X | X |   |
| 40 | 亞琛地區縣 Aachen Land                      | X | X |   |
| 41 | 迪倫 Düren                                  | X | X |   |

### 動機
柏奇·舒特明白到由於德國對這片地區的長期管治，以及當地歷史上就由操德語居民居住，使其聲索欠缺歷史依據。他於是用為荷蘭增加國力和強化國防為理由。他更以戰爭賠償和人口政策的一部份作為訴求。與一般預期相反，他查看了清單過後，認為當地的天然資源不足以支持聲索。他甚至認為取得整個魯爾區都不足以支付戰爭損失。

## 強制遷移
柏克-舒特擴張計劃的一個重點是把原來住在當地的德國人強制遷離。數以百萬計的德國人會被驅逐到剩餘的德國領土上，表面上是憂慮荷蘭無法應付人口由九百萬人一下子增加到一千一百萬時，所需的糧食也跟著增加。在一份題為《東部地區－－我們的土地》（Oostland - Ons Land）的傳單中，提出了驅逐德國人的完整時間表，首先是所有居住於人口超過2,500人的城鎮中的居民、所有納粹黨及其相關組織的成員，以及1933年後移居荷蘭的人。在特殊情況下，在二次大戰期間曾協助荷蘭的、操低地德語而非高地德語的、沒有第二親等或以上親屬在德居住的，或者願意歸化荷蘭的，都可申請歸化。

## 爭論
在荷蘭政府內部，對於吞併德國領土也出現過大範圍的爭論。
外交相范·克萊芬斯外長贊成最大範圍的擴張領土，但時任社會事務相的威廉·德里斯卻堅持有限擴張。按照當時的調查，社會主義者基於民族平等的理由而強烈反對吞併；新教徒和自由派的立場則是中立、漠不關心的；而天主教徒是最為支持擴張的，因為德國西部存在著大量天主教徒，他們認為本次領土擴張可以為天主教選民帶來更多的選票、給天主教農民更多的土地、以及在荷蘭的東部邊疆形成一大片穩定的天主教徒居住區。這些天主教徒甚至不想驅逐當地的德國人，表面上的說辭是他們認為德國民眾不應該為納粹黨在二戰時期的罪行負責，而實際上是因為他們想吸納這些人進入自己的團體，用“宗教熱忱”而非“愛國主義”作為同化手段。
話雖如此，荷蘭的新教教會馬上對天主教會的做法產生了警覺，當時首相威廉·舍默爾霍恩就不贊成，但在納粹統治期間受到侮辱的荷蘭女王威廉明娜卻堅定的支持擴張計劃，並催促首相與盟軍展開協商。1946年，首相以全荷蘭政府、荷蘭人民以及荷蘭王室的名義，向德國索要4980 km2的土地，但不足外交相范·克萊芬斯要求的一半。新的荷德邊界南起瓦爾斯，經溫特斯韋克至埃姆斯河，屆時55萬名德國人會被納入荷蘭管治之下。

## 執行
1947大規模擴張計劃被盟軍高級專員公署否決，理由德國因東部失土需要接收1,400萬難民，剩下的領土無法再容納更多難民。而且面對冷戰來臨，盟軍，特別是美國方面，認為必須保障德國西部的穩定。
1947年1月14日至2月25日，西方盟國外長在倫敦開會，會上荷蘭政府（貝爾第一次內閣）索要了1,840 km2的土地，包括了除博爾庫姆以外的埃姆斯蘭、本特海姆兩縣，以及阿豪斯、雷斯、克萊沃、埃爾克倫茨、海因斯貝格和蓋倫基興等城市及周邊地區。
1946年，大約有十六萬人居住於上述地區內，九成以上操德語。這是柏奇-舒特計劃C計劃的簡化版。天主教人民黨認為方案微不足道，而共產黨就反對任何以擴張領土為形式的補償。
1949年4月23日在倫敦的會議上，一個規模小得多的方案獲得批准了。同日正午，荷蘭軍隊進駐69 km2的地區。最大的地區是位於萊茵河畔埃默里希附近的埃爾滕和塞爾夫坎特。規模更小的割讓包括阿納姆和丁克斯佩洛一帶。當時相關地區的人口約一萬。

### 1949年德國割讓的領土概覽（從北到南）
- 新韋斯漢斯和特阿佩爾之間的無人區（0.3 km2）；
- 阿爾梅洛諾德霍恩運河兩岸的無人區（0.3 km2）；
- 洛瑟爾附近地區，人口18（1 km2）；
- 哈克斯堡以南、雷肯附近的邊境小路；
- 科滕附近的無人區（0.09 km2）；
- 蘇德維克，丁克斯佩洛附近的村落，人口342（0.64 km2）；
- 萊茵河畔的小鎮埃爾滕，人口3,235（19.54 km2）；
- 萊茵河畔米林根附近的邊境小路
- 貝克和韋勒爾山之間的德伊韋爾斯山；
- 莫克附近的邊境道路；
- 奧特敘姆附近的無人區（0.05 km²）；
- 西本格瓦爾德附近的邊境道路，人口四人；
- 阿爾森以北地區共兩處，人口60（面積分別為0.4及0.41 km²）；
- 錫塔德附近、面積41.34 km²的地區，人口5,665（塞爾夫坎特）；
- 武爾姆河畔于巴赫附近的邊境道路；
- 里姆堡和科爾克拉德附近的區域，人口130（(0.88 km²）；
- 在科爾克拉德的技術性修正；
- 艾赫爾斯霍芬附近，人口110（0.11 km²）

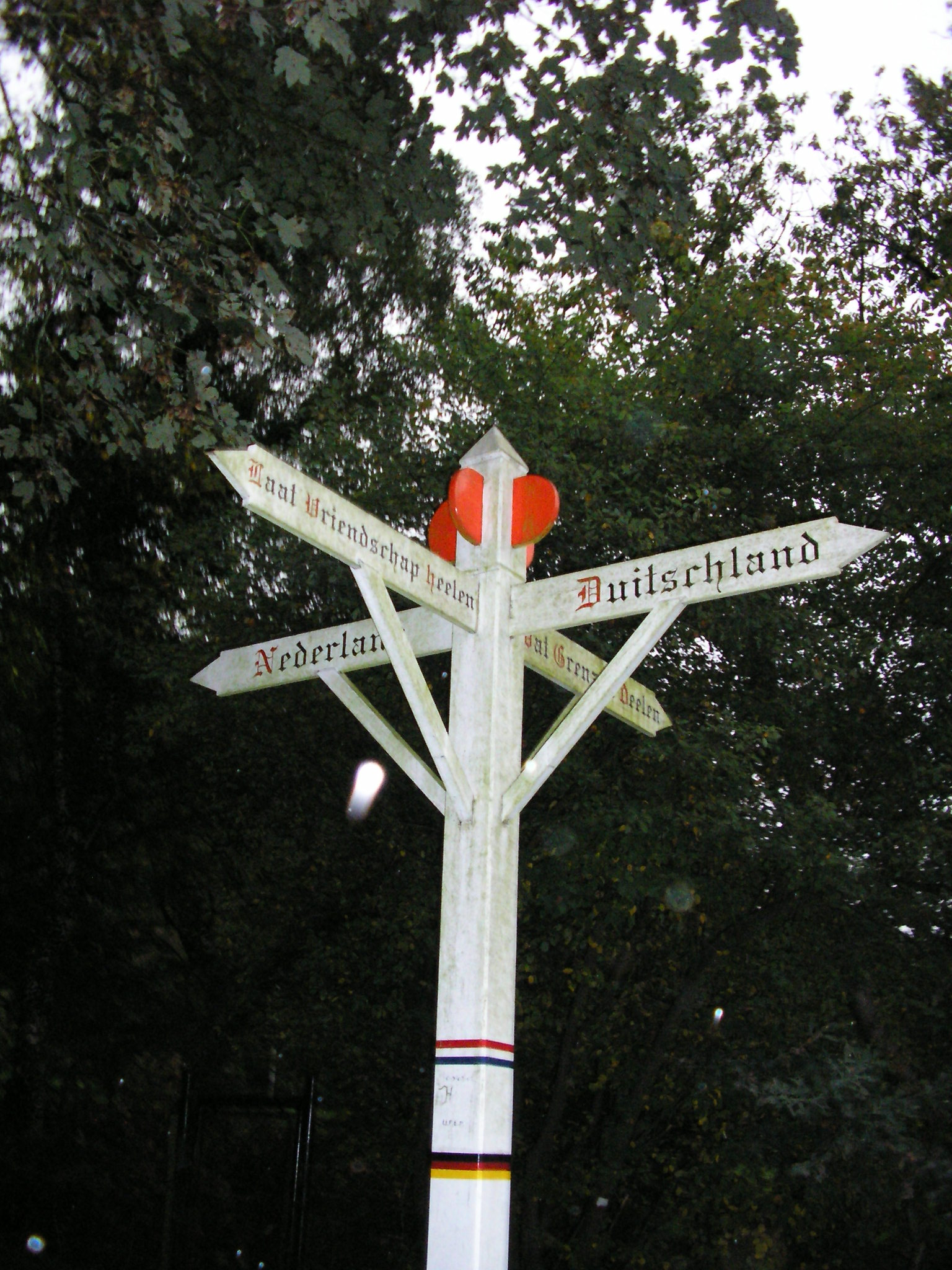
位於維勒山一樁德荷舊界碑的複製品

## 歸還德國
1957年3月起，西德政府就向荷方爭取歸還這些地區，最後在1960年4月8日在海牙達成協議（簡稱Ausgleichsvertrag），西德向荷蘭支付2.8億西德馬克作損害賠償，換取荷蘭歸還埃爾滕、塞爾夫坎特、蘇德維克三地。
1963年8月1日，除了維勒村附近、一處面積3平方公里，名叫的維勒山的山丘仍然歸屬荷蘭外，其餘領土歸還德國。

## 外部連結
- 1945-1949年間任美國在德特別顧問Perry Laukhuff的訪問（页面存档备份，存于） 講述荷蘭如何試圖在1949年從德國手上取得領土
- 'Eisch Duitschen grond!'（页面存档备份，存于） 荷語對計劃的概述
- International Boundary Study No. 31 – April 6, 1964 德荷邊界，美國國務院情報研究局地理局(MAP})